# Distichodus
Distichodus là một chi cá thuộc họ Distichodontidae được tìm thấy ở vùng nhiệt đới châu Phi.

## Các loài
Hiện hành có 23 loài được ghi nhận trong chi này:
- Distichodus affinis Günther, 1873 (Silver distichodus)
- Distichodus altus Boulenger, 1899
- Distichodus antonii Schilthuis, 1891 [1]
- Distichodus atroventralis Boulenger, 1898 [1]
- Distichodus brevipinnis Günther, 1864
- Distichodus decemmaculatus Pellegrin, 1926 (Dwarf distichodus)
- Distichodus engycephalus Günther, 1864
- Distichodus fasciolatus Boulenger, 1898 (Sharktail distichodus) [1]
- Distichodus hypostomatus Pellegrin, 1900
- Distichodus kolleri Holly, 1926
- Distichodus langi Nichols & Griscom, 1917 [1]
- Distichodus lusosso Schilthuis, 1891 (Longsnout distichodus)
- Distichodus maculatus Boulenger, 1898
- Distichodus mossambicus W. K. H. Peters, 1852 (Nkupe) [1]
- Distichodus nefasch (Bonnaterre, 1788)
- Distichodus noboli Boulenger, 1899
- Distichodus notospilus Günther, 1867
- Distichodus petersii Pfeffer, 1896
- Distichodus rostratus Günther, 1864 (Grass-eater)
- Distichodus rufigiensis Norman, 1922
- Distichodus schenga W. K. H. Peters, 1852 (Chessa)
- Distichodus sexfasciatus Boulenger, 1897 (Banded distichodus)
- Distichodus teugelsi Mamonekene & Vreven, 2008